# Против Пантэнета
«Против Пантэнета» — судебная речь древнегреческого оратора Демосфена, сохранившаяся в составе «демосфеновского корпуса» под номером XXXVII. Была произнесена в 346 или 345 году до н. э. Афинянин Пантэнет подал против Никобула иск, связанный с нарушениями закона на рудниках, а тот этот иск оспорил. В написанной Демосфеном речи Никобул заявляет, что иск неверно квалифицирован, и что между ним и Пантэнетом существует соглашение об отказе от взаимных претензий.